# (2164) Ляля
(2164) Ляля (лат. Lyalya) — типичный астероид главного пояса, открыт 11 сентября 1972 года советским астрономом Николаем Черных в Крымской астрофизической обсерватории и 1 апреля 1980 года назван в честь подпольщицы Елены Убийвовк.

## Обнаружение и именование
(2164) Ляля
Открыт 11 сентября 1972 года в Крымской астрофизической обсерватории Н. С. Черных.
Назван в память о студентке астрономического факультета Харьковского университета Елене (Ляле) Константиновне Убийвовк (1918—1942), погибшей вместе с другими участниками Сопротивления во время Великой Отечественной войны.
Оригинальный текст (англ.)2164 Lyalya
Discovered 1972 Sept. 11 by N. S. Chernykh at the Crimean Astrophysical Observatory.
Named in memory of Elena (Lyalya) Konstantinovna Ubijvovk (1918—1942), a student in astronomy at Kharkov University who perished with other members of the Resistance during the Great Patriotic War.
Источник: M.P.C. 5285.

## Орбита

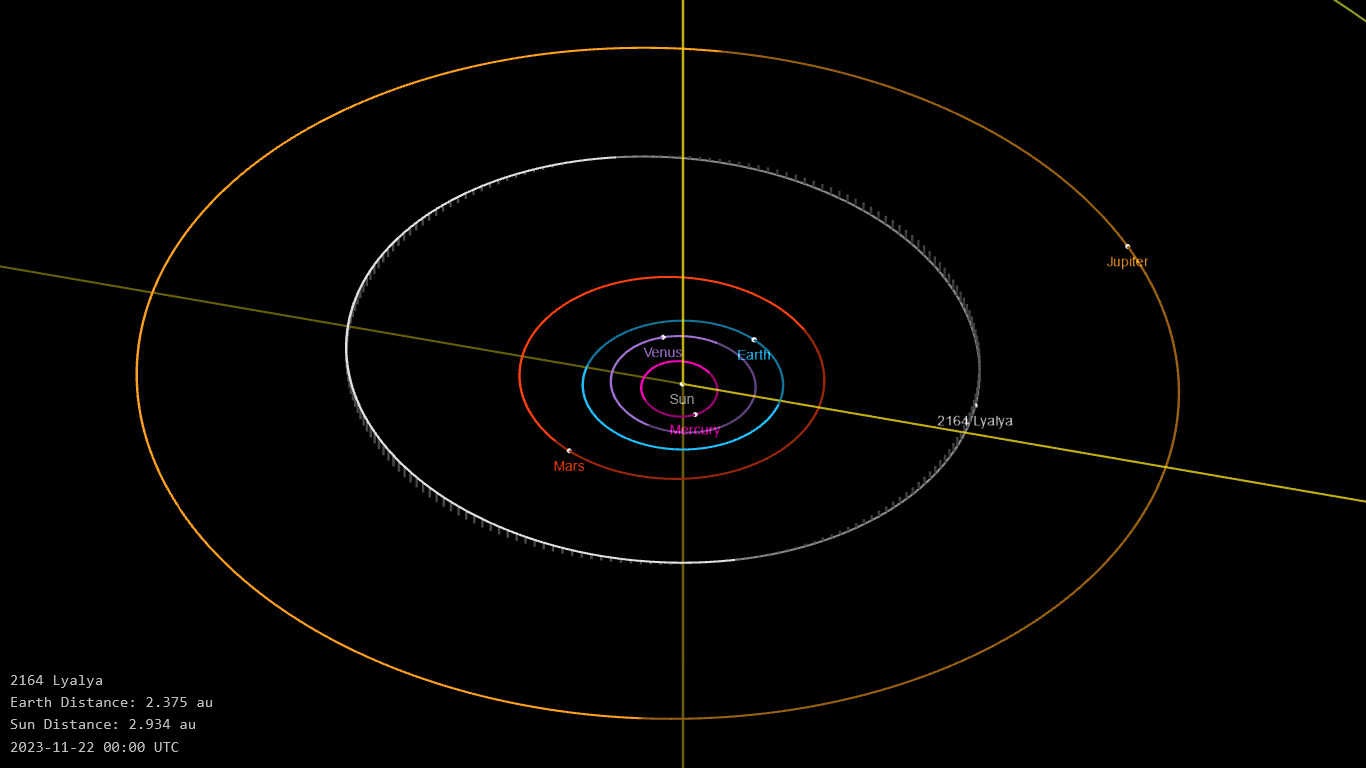
Орбита астероида Ляля и его положение в Солнечной системе

## Физические характеристики
Из наблюдений телескопа VISTA следует, что астероид относится к таксономическому классу Cgx.
По результатам наблюдений в видимом и ближнем инфракрасном диапазоне космического телескопа NEOWISE и наблюдений в инфракрасном диапазоне спутника Akari диаметр астероида оценивался равным 19,972±0,160 км и 21,51±0,83 км. Согласно тем же источникам альбедо оценивается как 0,0844±0,0111, 0,073±0,006 и 0,084±0,011.